# Ланчинская поселковая община
Ланчинская поселковая общи́на (укр. Ланчинська селищна громада) — территориальная община в Надворнянском районе Ивано-Франковской области Украины.
Административный центр — посёлок Ланчин.
Население составляет 11092 человека. Площадь — 84,5 км².

## Населённые пункты
В состав общины входят 1 посёлок (Ланчин) и 4 села:
- Вишневцы
- Глинки
- Добротов
- Средний Майдан